# باغ زال زينال خاني (خبر بافت)
باغ زال زینال خاني (بالإنجليزية: Bagh-e Zal Zinal Khani)‏ هي مستوطنة تقع في إيران في كرمان.